# ساراتوگا، شهرستان کلارک، ویرجینیا
ساراتوگا (به انگلیسی: Saratoga) یک منطقهٔ مسکونی در ایالات متحده آمریکا است که در شهرستان کلارک، ویرجینیا واقع شده‌است.